# Sidney M. Goldin
Sidney M. Goldin (geboren 25. März 1878 als Samuel Goldstein in Odessa; gestorben 19. September 1937 in New York) war ein US-amerikanischer Autor, Darsteller und Regisseur des jiddischen Theaters sowie als Regisseur, Drehbuchautor und Produzent einer der bedeutendsten Vertreter des jiddischen Films. Er begann seine Karriere in Europa und setzte sie in den USA fort. Er arbeitete häufig mit den Schauspielern Molly Picon, Maurice Schwartz und Ludwig Satz zusammen.

## Die frühen Jahre
Goldin, Sohn eines Kaufmanns, kam mit seinen Eltern vermutlich im Juli 1880 in die USA und blieb die kommenden 39 Jahre ununterbrochen in New York (erster Wohnsitz) ansässig.
Goldin besuchte eine öffentliche Schule, jobbte als Zeitungsverkäufer und interessierte sich für das Theater. Ab 1895, als er laut dem Lexicon of the Yiddish Theatre erstmals in einem Theaterstück in Baltimore auftrat, sammelte er erste berufliche Erfahrungen als Bühnenaushilfe und Kleindarsteller an Ostküstentheatern sowie zwei Jahre lang bei den Essanay-Filmstudios in Chicago. Am 25. März oder April 1900 wurde er eingebürgert.
1912 begann Goldin in New York Filme zu drehen. Seine Kontakte zu jüdischen Bühnenschauspielern machten es ihm leicht, für seine jiddischsprachigen Inszenierungen die ideale Besetzung zu finden. Er inszenierte „erfolgreich mehrere Kriminalfilme, bevor er 1913 gleich fünf Filme mit spezifisch jüdischer Thematik herstellte - und sich damit beinahe über Nacht zum ersten auf jüdische Inhalte spezialisierten Filmregisseur machte. Die Filme knüpfen zum einen an Pogrom-Dramen des jiddischen Theaters an (The Sorrows of Israel), erzählen vom Leben an der Lower Eastside (The Heart of a Jewess), stellen die Identitätsfrage der jüdischen Immigranten ins Zentrum (Nihilist Vengeance) oder ziehen historische Vergleiche zwischen dem mittelalterlichen Polen und dem New York der Gegenwart als Häfen der Sicherheit vor Verfolgung. Die Filme erhielten überwiegend positive Kritiken. So zeigte sich etwa die Moving Picture World begeistert von der Authentizität der in der Lower Eastside spielenden Erzählung, The Heart of the Jewess [...] Die jiddische Zeitung Teater un Moving Pikshurs (‚Theater und Film‘) erklärte Goldin bereits 1914 zum ‚ersten und führenden Produzenten jüdischer Filme‘.“
Am 28. Juni 1919 verließ er erstmals wieder die USA und schiffte sich nach England ein, mit der Absicht, dort als „Kino Director & Regisseur“ zu arbeiten, wie er halb deutsch, halb englisch in einem Antragsformular schrieb. Goldin blieb in London zwischen dem 6. Juli 1919 und dem 24. Mai 1920 und inszenierte dort einige wenige Filme. Dann übersiedelte er nach Prag, wo er seit dem 23. Juni 1920 nachzuweisen ist. Offenbar kehrte er zwischendurch wieder in die USA zurück, im Oktober 1920 reiste Goldin aber wieder nach Europa ein.

## Auf dem Karrierehöhepunkt

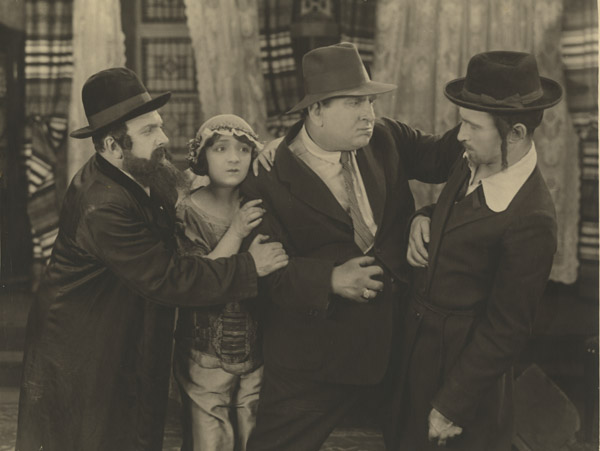
Szene aus Ost und West mit Molly Picon, Sidney Goldin (2.v.r.) und Jacob Kalich (rechts)

Seit er sich im Dezember 1920 oder Ende März 1921 in Wien niedergelassen hatte, realisierte Goldin in den kommenden Jahren mehrere Filme in eigener Produktion (Goldin-Film): ein Melodram mit Magda Sonja (Ihre Vergangenheit), ein Drama mit der sehr jungen Anny Ondra (Führe uns nicht in Versuchung), eine Schurkengeschichte mit Ondra-Entdecker Karel Lamač (Hütet eure Töchter), sowie zwei teils dramatische, teils komödiantische Lebensschicksale aus dem ostjüdischen Milieu (Ost und West und Jiskor).
In Wien wurde Goldin feierlich empfangen, seine Arbeitsweise stieß unter Wiener Kollegen auf reges Interesse. Der Schauspieler Franz Höbling berichtet 1921 in der Zeitschrift Die Filmwelt über die Zusammenarbeit mit Goldin: „Mit einer Güte, einer liebevoll väterlichen Geduld, einer Ruhe, spielt er seinen Künstlern vor, er, der nur wenige Worte deutsch spricht, überträgt mit einem unglaublichen künstlerischen Feingefühl sein Fühlen und Wollen auf seine Schauspieler und technischen Mitarbeiter und wir alle, auch manch zusehender Regisseur, waren gerne seine Schüler.“
Einige dieser Filme hatten Molly Picon vom New Yorker Yiddish Art Theatre in der Hauptrolle und entstanden meist als Koproduktion von Goldins Produktionsfirma mit österreichischen Gesellschaften wie der Marischka-Film, der Listo-Film, der Astoria-Film und der Jüdische Kunstfilm. Die Komödie Ost und West erzählte vom Umgang mit Tradition und Assimilation in jüdischen Familien. An ihrer Entstehung war auch die New Yorker Filmgesellschaft Picon-Film der Hauptdarstellerin beteiligt. In dieser Zeit kollaborierte Goldin auch mit anderen Mitgliedern des New Yorker Yiddish Art Theatre rund um Maurice Schwartz sowie dem Picon-Ehemann Jacob Kalich – mit dem Ehepaar hatte Goldin bereits in New York gefilmt – aber auch mit dem ungarisch-jüdischen Schauspieler Oskar Beregi, der sich bereits in Budapest einen Namen als Filmschauspieler gemacht hatte. Zwischendurch (ab 21. Dezember 1923) hielt sich Goldin kurzzeitig erneut in New York auf. Seine diversen Anträge auf Ausstellung eines amerikanischen Reisepasses (1919–1922) legen nahe, dass er vorhatte, aus beruflichen Gründen auch Frankreich, die Niederlande, Rumänien, Ungarn, Bulgarien, Jugoslawien, Italien und die Schweiz zu besuchen.
Im November 1924 heiratete er in Wien die junge Schauspielerin der Freien Jüdischen Volksbühne, Betty Gärtner (geboren 1904). Seit Ende Januar 1925 unternahm er von Wien aus mehrere Stippvisiten nach Warschau und Deutschland. Am 14. Oktober 1925 kehrte Goldin endgültig nach New York heim. Er übersiedelte nach Hollywood, wo er von den A-B Studios unter Vertrag genommen wurde. Mit seinem nächsten Film, On the Mountains, führte er seinen Arbeitgeber beinahe in den Konkurs, da der Film sowohl künstlerisch als auch kommerziell ein Misserfolg war. Er arbeitete fortan für unabhängige Produzenten. Die ab 1929 hergestellten Filme wiesen bereits Ton auf.

## Die späten Jahre
Nach dem Film East Side Sadie (1929), mit seiner Frau in der Hauptrolle, ging Goldin nach New York, wo er fortan jiddischsprachige Tonfilme herstellte. Diese Arbeiten können als wichtige Dokumente einer heute untergegangenen (ost)jüdischen Kultur angesehen werden. Sein letzter Film war The Cantor’s Son (1937). Während eines Aufenthaltes in Easton wurde Goldins Herzleiden, an dem er (spätestens) seit 1923 litt, akut. Er starb während der Dreharbeiten im French Hospital in New York. Dieses Werk, eine Geschichte aus dem Kantoren-Milieu, wurde von Ilya Motyleff vollendet.
Einige seiner Filme sind erhalten, wurden vom National Center for Jewish Film an der Brandeis University restauriert und mit englischen Untertiteln als DVD veröffentlicht, darunter Ost und West, Jiskor und The Cantor’s Son.

## Filmografie
Filme, die Sidney Goldin inszeniert hat, wenn nicht anders angegeben. In Klammer werden, wenn bekannt, auch der jiddische Titel (sofern dieser nicht der Originaltitel ist), das Produktionsland und die Laufzeit angegeben. Zumeist hat Goldin die Drehbücher zu seinen Filmen auch selbst geschrieben. Manche Filme hat Goldin auch produziert, in manchen ist er auch aufgetreten, was jedoch hier nicht extra angegeben wird.
Kurzfilme:
- 1912: A Western Child’s Heroism (als Sidney M. Golden)
- 1912: The Adventures of Lieutenant Petrosino
- 1913: The Heart of Jewess
- 1915: The Period of the Jew (als Sidney M. Golden)
- 1915: The Jewish Crown (als Sidney M. Golden)
- 1915: Hear Ye, Israel (USA)
- 1915: The Last of the Mafia (USA)
- 1915: What Might Have Been (USA, als Sidney M. Golden)
- 1915: The Hunchback’s Romance (USA, als Sidney M. Golden)
- 1915: When the Call Came (USA, als Sidney M. Golden)
- 1915: Billy’s College Job (USA)
- 1916: Oh! What a Whopper! (USA, als Sidney M. Golden)
- 1918: It Can’t Be Done (USA, als Sidney M. Golden)
- 1918: The Mysterious Mr. Browning (USA, als Sidney M. Golden)
- 1919: The Gates of Doom (Großbritannien)
- 1920: The Woman Hater (Großbritannien)
- 1920: The Bird Fancier (Großbritannien)
- 1929: Style and Class (USA)
- 1929: The Eternal Prayer (USA)
- 1930: Shoemaker’s Romance (USA)
- 1930: Sailor’s Sweetheart (USA)
- 1930: Oy, Doktor! (USA)
- 1930: Kol Nidre (USA)
- 1930: The Jewish Gypsy (USA)
- 1931: Shulamith (USA, 46 min)
- 1931: Feast of Passover (Di Seder Nacht) (USA, 15 min)
- 1931: A Cantor on Trial (Chasn afn Probe) (USA, 11 min)
- 1937: I Want to be a Border (Ich wil Sain a “Boarder”) (USA, als Produzent; Regie: George Roland)

Langspielfilme:
- 1920: Tam na horách (Tschechien)
- 1921: Ihre Vergangenheit (Ö/USA)
- 1921: Führe uns nicht in Versuchung (Österreich)
- 1922: Hütet eure Töchter (Österreich)
- 1923: Ost und West (Mizrekh un Mayrev) (Österreich, 61 oder 85 min)
- 1924: Jiskor (Österreich, 100 min)
- 1929: East Side Sadie (USA, 60 min)
- 1930: My Jewish Mother (USA, 60 min)
- 1930: Eternal Fools (USA, 68 min)
- 1931: His Wife’s Lover (Sain Waibs Lubovnik) (USA, 80 min)
- 1932: Uncle Moses (Onkel Moses) (USA, 80 min)
- 1933: Yiskor (USA, 80 min)
- 1933: Live and Laugh (USA, 60 min)
- 1934: The Voice of Israel (USA, 93 min, Dokumentarfilm)
- 1936: Love and Passion (Libe und Laidnschaft) (USA, als Produzent)
- 1937: The Cantor’s Son (USA, 90 min, Regie mit Ilya Motyleff)